# Martina Hellmann
Martina Helga Hellmann, nata Opitz (Lipsia, 12 dicembre 1960), è un'ex discobola tedesca, vincitrice della medaglia d'oro alle Olimpiadi di Seul 1988.
Conquistò la prima piazza anche ai mondiali del 1983 e del 1987. Il suo personale è di 72,92 m, ottenuto il 20 agosto del 1987 a Potsdam. Questo risultato la posiziona al decimo posto nelle graduatorie mondiali di tutti i tempi e al sesto fra le lanciatrici tedesche dietro a Gabriele Reinsch, Ilke Wyludda, Diana Gansky, Irina Meszynski e Gisela Beyer.

## Biografia

### Gli inizi (1976-1982)
Nata a Lipsia, a sedici anni iniziò a praticare l'atletica leggera, e più nello specifico la disciplina del lancio del disco, presso la società SC DHfK Leipzig.
Durante i 16 anni della sua carriera agonistica venne allenata da Rolf Wittenbecher e Bernd Thomas.
Alta 182 cm, dal fisico longilineo, divenne nota nel 1977, quando stabilì il record del mondo di categoria juniores con un lancio di 55,00 metri.
Dopo questo importante risultato dovette rallentare l'attività a causa di vari problemi fisici e numerosi infortuni che le impedirono di raggiungere risultati degni di nota fino al 1983.
Nel 1979 riuscì comunque a raggiungere il terzo posto ai campionati nazionali assoluti della Germania Est.

### I successi (1983-1987)
Sarà il 1983 l'anno della sua consacrazione a livello internazionale, quando riuscì a vincere a sorpresa il titolo mondiale nel lancio del disco alla prima edizione dei Campionati mondiali di atletica leggera che in quell'occasione si tennero ad Helsinki.
Dopo una stagione che la vide superare il risultato di 70 metri, grazie al 70,26 metri ottenuto il 21 maggio a Neubrandenburg, venne scelta per rappresentare la Germania Est alla Coppa Europa di atletica leggera nella gara di lancio del disco.
Nell'occasione riuscì a vincere la competizione con un miglior lancio a 69,00 metri.
Il 9 agosto scese in pedana ai mondiali di Helsinki superando agevolmente il turno di qualificazione con la terza miglior misura a 64,66 metri ottenuti al primo tentativo.
Il giorno successivo, la sera del 10 agosto 1983, dominando la gara sin dal terzo tentativo di gara a 67,76 metri, riuscì a migliorarsi ulteriormente raggiungendo la misura di 68,94 metri, distaccando così la seconda classificata, la sovietica Galina Murašova, di 1,5 metri.
L'anno successivo raggiunse l'importante risultato di 72,34 metri durante una gara a Lipsia, ma pur essendo una delle migliori atlete nelle liste mondiali dell'anno non poté gareggiare ai Giochi olimpici di Los Angeles 1984 a causa del boicottaggio del blocco orientale.
Nel 1985, dopo essere riuscita a conquistare il suo primo titolo nazionale assoluto, tornò a rappresentare la nazionale tedesca orientale in Coppa Europa classificandosi seconda con un miglior lancio a 68,20 metri.
Sul finire della stagione, il 6 ottobre, prese parte alla Coppa del mondo riuscendo a vincere la competizione di lancio del disco con 69,78 metri, primato personale stagionale e record della manifestazione.
Nel 1986, dopo aver vinto il suo secondo titolo nazionale, nel mese di luglio prese parte ai Goodwill Games, che quell'anno si tennero a Mosca, terminando seconda con un miglior lancio a 69,04 metri.
Arrivata ai campionati europei di Stoccarda come una delle grandi favorite per la vittoria, il 28 agosto scese in pedana per la finale ma non riuscì ad andare oltre il terzo posto in classifica alle spalle della giovane connazionale Diana Gansky (che vinse la competizione con la misura di 71,36 metri) e della bulgara Cvetanka Hristova.
Nel 1987, dopo essere riuscita a migliorare il proprio primato personale fino a 72,92 metri, misura che le permise di vincere il suo terzo titolo nazionale, ai campionati del mondo di Roma riuscì a vincere il suo secondo titolo mondiale consecutivo dominando la gara sin dal primo turno e lanciando fino alla misura di 71,62 metri, record dei campionati ancora oggi imbattuto.

### Il titolo olimpico e il secondo bronzo europeo (1988-1990)
Durante la stagione 1988, pur perdendo il titolo di campionessa nazionale, otterrà il suo più grande risultato in carriera riuscendo a conquistare il titolo olimpico nel lancio del disco ai Giochi Olimpici di Seul 1988.
Durante le qualificazioni, che si tennero il 28 settembre, riuscì a passare il turno con la migliore prestazione di 67,12 metri.
Il giorno successivo, in finale, si instaurerà una competizione di altissimo livello in particolar modo con la connazionale Diana Gansky, l'altra atleta capace di lanciare oltre la fettuccia dei 70 metri.
Con i suoi 72,30 metri Martina Hellmann divenne la nuova campionessa olimpica siglando, tra le altre cose, anche il record olimpico ancora oggi imbattuto.
Grazie a questo successo verrà insignita della medaglia d'oro dell'Ordine al merito per la patria.
Questo importante risultato non fu inaspettato infatti, nemmeno un mese prima, il 6 settembre 1988, sul campo di allenamento di Kienbaum, nei pressi di Berlino, riuscì a lanciare il suo disco fino alla misura di 78,14 metri.
L'intera serie di sei lanci fu eccezionale con ben cinque lanci superiori ai 74 metri e due superiori al record del mondo: 76,92 m – 78,14 m – 70,52 m – 76,56 m – 75,66 m – 74,04 m.
Questa sarà la miglior misura mai lanciata da una donna in questa specialità ma non divenne mai record mondiale visto che fu ottenuto durante una gara non ufficiale.
Dopo un 1989 senza risultati, nel 1990 tornò alle competizioni ottenendo, tra le altre cose, la medaglia di bronzo ai campionati europei di Spalato 1990 con la misura di 66,66 m, a soli 6 centimetri dall'argento vinto dalla sovietica Ol'ga Burova-Černjavskaja.
Sul finire della stagione parteciperà alla IAAF Grand Prix Final concludendo in seconda posizione nella gara di lancio del disco con la misura di 63,54 metri, raggiungendo sempre la seconda posizione anche nella graduatoria generale di lancio del disco con 28 punti.

### Il declino ed il ritiro (1991-1992)
Al termine del processo di riunificazione tedesca, dal 1991 rappresenterà la nazionale della Germania in varie manifestazioni internazionali.
Nell'agosto prenderà parte ai campionati del mondo do Tokyo dove terminerà la gara ai piedi del podio, in quarta posizione, con un miglior lancio a 67,14 metri.
L'anno successivo, non riuscendo più a raggiungere i risultati degli anni precedenti, decise di ritirarsi all'età di trentuno anni, dopo le Olimpiadi di Barcellona 1992 dove venne eliminata durante il turno di qualificazione, con la quattordicesima misura.

## Progressione

### Lancio del disco
| Stagione | Risultato | Luogo             | Data      | Rank. Mond. |
| -------- | --------- | ----------------- | --------- | ----------- |
| 1992     | 64,96 m   | Monaco di Baviera | 20-6-1992 |             |
| 1991     | 67,14 m   | Tokyo             | 31-8-1991 | 4ª          |
| 1990     | 66,66 m   | Spalato           | 29-8-1990 | 5ª          |
| 1988     | 72,30 m   | Seul              | 29-9-1988 | 5ª          |
| 1987     | 72,92 m   | Potsdam           | 20-8-1987 | 1ª          |
| 1986     | 72,52 m   | Frohburg          | 15-6-1986 | 2ª          |
| 1985     | 69,78 m   | Canberra          | 6-10-1985 | 4ª          |
| 1984     | 72,32 m   | Lipsia            | 13-7-1984 | 5ª          |
| 1983     | 70,26 m   | Neubrandenburg    | 21-5-1983 | 4ª          |
| 1979     | 64,52 m   | Karl-Marx-Stadt   | 12-8-1979 | 7ª          |

## Palmarès
| Anno                                 | Manifestazione | Sede       | Evento           | Risultato | Misura  | Note                  |
| ------------------------------------ | -------------- | ---------- | ---------------- | --------- | ------- | --------------------- |
| In rappresentanza della Germania Est |                |            |                  |           |         |                       |
| 1983                                 | Mondiali       | Helsinki   | Lancio del disco | Oro       | 68,94 m | Record dei campionati |
| 1986                                 | Europei        | Stoccarda  | Lancio del disco | Bronzo    | 68,26 m |                       |
| 1987                                 | Mondiali       | Roma       | Lancio del disco | Oro       | 71,62 m | Record dei campionati |
| 1988                                 | Olimpiadi      | Seul       | Lancio del disco | Oro       | 72,30 m | Record olimpico       |
| 1990                                 | Europei        | Spalato    | Lancio del disco | Bronzo    | 66,66 m |                       |
| In rappresentanza della Germania     |                |            |                  |           |         |                       |
| 1991                                 | Mondiali       | Tokyo      | Lancio del disco | 4ª        | 67,14 m |                       |
| 1992                                 | Olimpiadi      | Barcellona | Lancio del disco | 14ª       | 60,52 m |                       |

## Campionati nazionali
- 3 volte campionessa nazionale della Repubblica Democratica Tedesca nel lancio del disco (1985, 1986, 1987)[21]

### Germania EST
1979
- Bronzo ai Campionati nazionali, lancio del disco - 64,52 m

1983
- Argento ai Campionati nazionali, lancio del disco - 69,00 m

1984
- Bronzo ai Campionati nazionali, lancio del disco - 68,96 m

1985
- Oro ai Campionati nazionali, lancio del disco - 69,48 m

1986
- Oro ai Campionati nazionali, lancio del disco - 71,02 m

1987
- Oro ai Campionati nazionali, lancio del disco - 72,92 m

1990
- Bronzo ai Campionati nazionali, lancio del disco

### Germania
1991
- Argento ai Campionati nazionali, lancio del disco - 65,30 m[22]

1992
- Argento ai Campionati nazionali, lancio del disco - 64,96 m[22]

## Altre competizioni internazionali
1983
- Coppa Europa di atletica leggera ( Londra)
- Oro in Coppa Europa ( Londra), lancio del disco - 69,00 m

1985
- Argento in Coppa Europa ( Mosca), lancio del disco - 68,20 m
- Oro in Coppa del mondo ( Canberra), lancio del disco - 69,78 m

1986
- Argento ai Goodwill Games ( Mosca), lancio del disco - 69,04 m

1990
- Argento alla IAAF Grand Prix Final ( Atene), lancio del disco - 63,54 m (28 punti)

## Tecnica di lancio
Tecnicamente impeccabile, potente, ma allo stesso tempo estremamente elegante nell'intero gesto atletico, la sua azione, sin dall'ingresso in pedana, non aveva interruzioni a partire dai preliminari fino al rilascio dell'attrezzo. In quel periodo, ma anche tutt'ora, la maggioranza degli atleti tedeschi optarono per l'utilizzo della "nonreversing technique": l'atleta, una volta terminata l'azione di "traslocazione-giro", sviluppa l'azione del "finale" facendo puntello con la gamba di "tenuta" mantenendo la medesima posizione anche in seguito al rilascio del disco. Martina Hellmann decise invece di terminare l'azione di lancio non in questo modo ma facendo un'azione di "cambio" con l'intento di ridurre lo sforzo sugli arti inferiori vista la velocità della sua azione di rotazione: una volta rilasciato l'attrezzo, l'atleta si solleva da terra per azione del piede di "spinta" ed effettua il "cambio" ruotando su sé stesso ed atterrando sul piede destro che sta avanzando, contemporaneamente solleva la gamba sinistra per bilanciarsi ed esaurire l'inerzia che tende a fare uscire l'atleta dalla pedana. A livello tecnico fu sicuramente tra le migliori interpreti della specialità.

## Accuse doping
Tra il 1991 ed il 1992, molti atleti tedeschi, ex tedeschi orientali, vennero trovati positivi a test antidoping, come ad esempio le velociste Silke Möller, Katrin Krabbe e Grit Breuer mentre molti altri decisero di ritirarsi dall'attività agonistica.
In quegli anni, l'ex atleta Brigitte Berendonk assistita da suo marito, il Dott. Werner Franke, iniziò a fare molti studi e ricerche sulla diffusione del doping nella Germania Est.
Sulla base di questi studi, basati sulla ricerca di documenti della Stasi, si è arrivati a pensare che moltissimi atleti della Repubblica Democratica Tedesca siano stati spinti dalla Federazione nazionale e dall'Istituto di ricerca sulla cultura e lo sport di Lipsia, in collaborazione con i ricercatori della Militärmedizinische Akademie Bad Saarow, a fare uso di sostanze dopanti attraverso un sistema organizzato di doping di Stato denominato Staatsplanthema 14.25; compresa Martina Hellmann.
Vennero infatti scoperti dei documenti che andavano a certificare che sin dal 1982 le vennero somministrate dosi annuali di 1255 mg di steroidi anabolizzanti (principalmente Oral-Turinabol).
I dati fecero anche emergere che alla somministrazione di doping si affiancava un complesso sistema per andare a "pulire" gli atleti prima delle grandi competizioni internazionali con prodotti mascheranti.
L'atleta tedesca, mai trovata positiva ad un test antidoping durante la carriera sportiva, non ha mai ammesso l'assunzione di anabolizzanti.

## Attività extra-sportive e vita privata
Nel 1986 si è sposata con Klaus Hellmann, figlio del tecnico della nazionale Karl Hellmann, allenatore, tra le altre, di Ruth Fuchs e Petra Felke.
Al termine della sua attività agonistica ha gestito per svariati anni il più grande club sportivo della Sassonia: il BSV AOK, associazione legata alla compagnia di assicurazione sanitaria Allgemeine Ortskrankenkasse.
Dal 2000 al 2003 ha amministrato il cabaret Academixer di Lipsia.

### Inglese
- (EN) Peter Matthews, Historical Dictionary of Track and Field, Lanham, The Scarecrow Press, 2012, ISBN 978-0-8108-6781-9.
- (EN) Mark Butler, IAAF statistics handbook, Helsinki 2005, Monaco, IAAF Media & Public Relation Department, 2005.
- (EN) David Wallechinsky, The Complete Book of the Olympics, Sportclassic Books, 2004, ISBN 978-1-894963-32-9.
- (EN) Jay Silvester, Complete Book of Throws, Human Kinetics Publishers, 2003, ISBN 0-7360-4114-1.
- (EN) Peter Matthews, The Guinness International Who's Who of Sport, Guinness Publishing Ltd, 1993, ISBN 0-85112-980-3.
- (EN) Seoul Olympic Organizing Committee, Official Report - Competition Summary and Results, vol. 2, Seul, Korea Textbook Co., 30 settembre 1989.
- (EN) Eberhard Bock, Sport in the German Democratic Republic, German Sports and Gymnastics Union of the GDR, 1987.

### Tedesco
- (DE) Karl-Josef Ulmen, Pharmakologische Manipulationen (Doping) im Leistungssport der DDR, P.Lang, 2000, ISBN 978-3-631355-862.
- (DE) Fritz Steinmetz, Erfolge der deutschen Leichtathletik seit 1896, a cura di Fritz Steinmetz, Dieter Huhn, Joachim Schweer, Agon Sportverlag, 1994.
- (DE) Brigitte Berendonk, Doping-Dokumente - Von der Forschung zum Betrug, Berlino, Springer-Verlag, 1991, ISBN 3-540-53742-2.

### Italiano
- Fernando Ponzoni, Tecnica e didattica dell'atletica leggera, Roma, Società Stampa Sportiva, 1991.